# Leptanthura natalensis
Leptanthura natalensis är en kräftdjursart som beskrevs av Brian Frederick Kensley 1978. Leptanthura natalensis ingår i släktet Leptanthura och familjen Leptanthuridae. Inga underarter finns listade i Catalogue of Life.